# SWL Stålkonstruktioner
SWL Stålkonstruktioner AB är ett stålbyggnadsföretag som tillverkar och konstruerar fackverk, i första hand vinkeljärnsfackverk att användas som takstolar. 
Fackverk började tillverkas vid Smedjebackens Valsverk på 1950-talet och SWL står för Smedjebackens Walsverk Lättbalk. Fackverksbalkar är lättare än plåtbalkar eller valsade balkar.
Företaget bildades 1995 som en del av Smedjebackens Valsverk. Ägarföretaget Fundia sålde ut det 2003. 

## Bilder

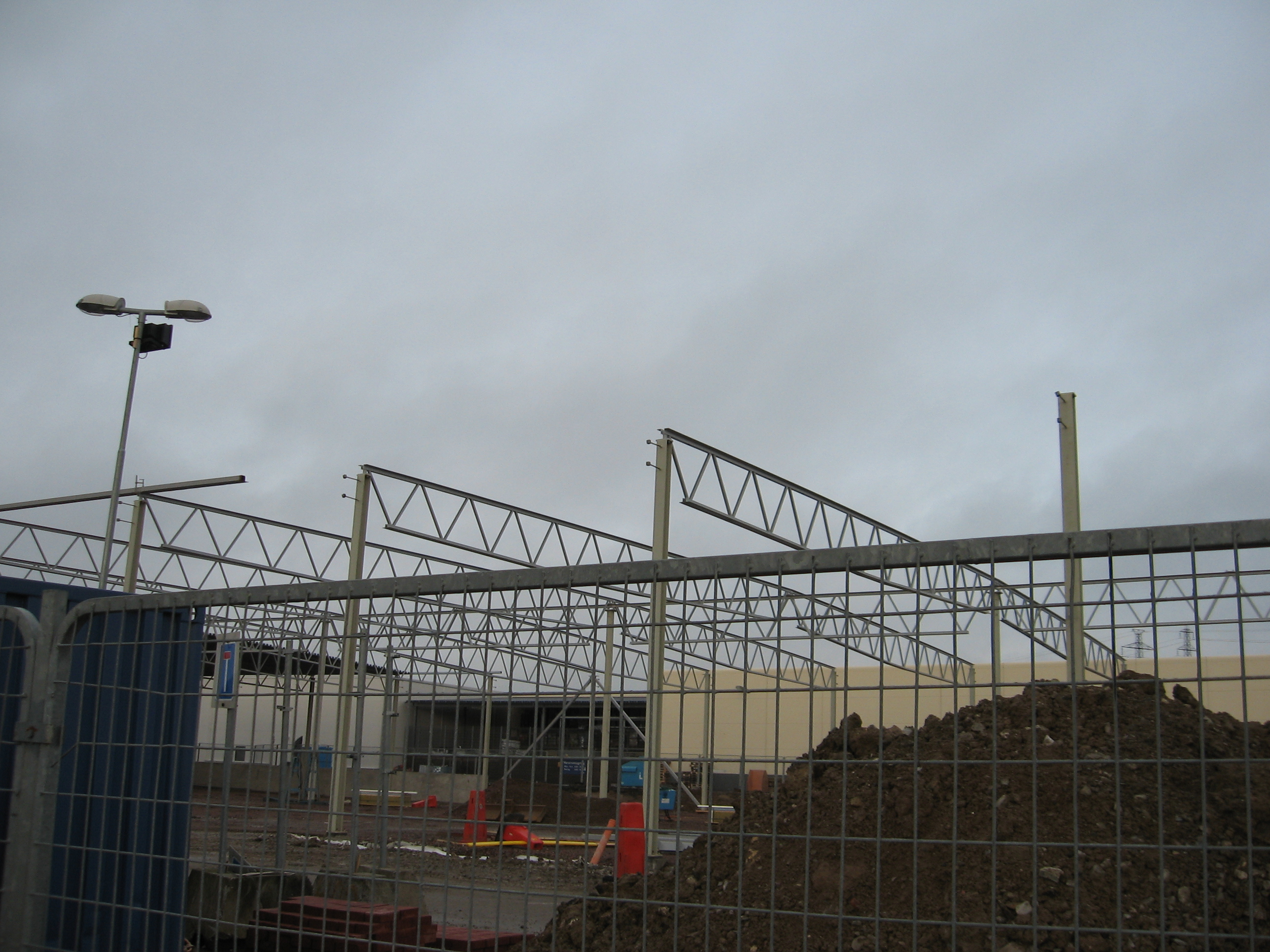
Stålstomme med SWL-fackverk
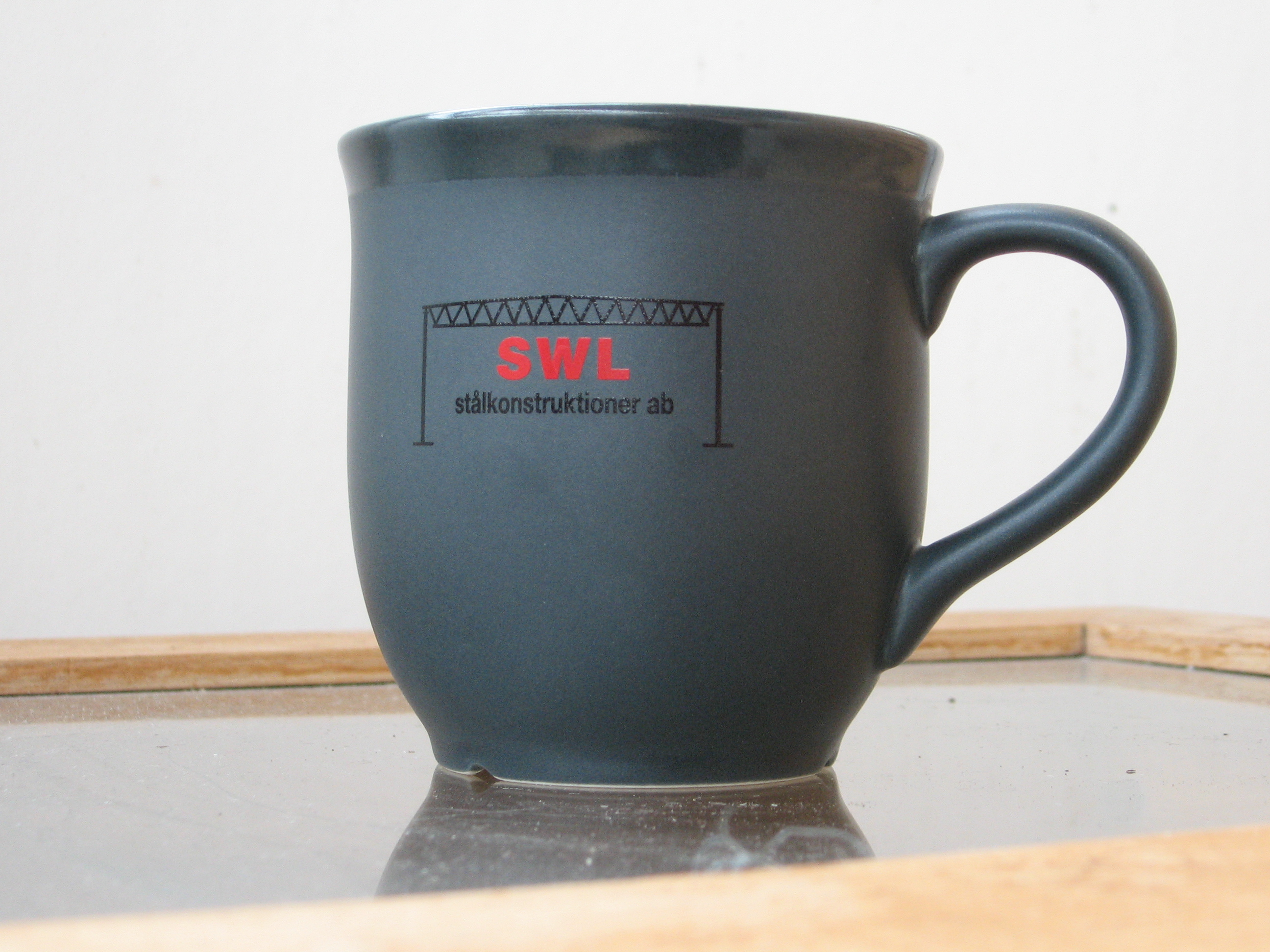
Reklammugg från SWL